# Teatro d'opera in Russia
L'opera lirica in Russia fu importata nel XVIII secolo da compagnie che eseguivano opere in lingua italiana. A partire dal 1757 iniziò ad affermarsi nell'ambiente operistico di San Pietroburgo l'impresario Giovanni Battista Locatelli, il quale alla guida di una compagnia operistica era precedentemente giunto nella città russa su invito.
Successivamente vari compositori stranieri al servizio della corte imperiale russa iniziarono a scrivere opere in lingua russa, mentre qualche compositore di origine russa musicava libretti d'opera italiani e francesi.
La prima opera scritta in russo fu Tsefal i Prokris (Cefalo e Procri) su libretto di Alexander Sumarokov e musica del compositore napoletano Francesco Araja, rappresentata a San Pietroburgo il 7 marzo 1755.
La seconda opera basata su un testo russo fu Alceste, messa in scena il 1758 (sempre basata su un testo di Sumarokov), su musica del compositore tedesco Hermann Raupach (1728-1778), anch'esso attivo presso la corte imperiale. Raupach trascorse 18 anni in Russia e morì a San Pietroburgo nel 1778.
Questi tentativi non erano tuttavia ancora la creazione originale della futura opera nazionale russa, bensì solamente un calco di modelli italiani e francesi.
L'opera russa, in lingua russa e basata su modelli culturali e formali autoctoni, nacque nell'Ottocento con Glinka e si sviluppò nella seconda metà del secolo raggiungendo il proprio apice con Musorgskij, Borodin, Čajkovskij, Rimskij-Korsakov.
Nel XX secolo i suoi massimi esponenti furono Stravinskij, Prokof'ev e Šostakovič.